# Dietrich Richter (Politiker)
Dietrich Richter (* 30. Januar 1932 in Reichenau, Tschechoslowakei; † 1. Januar 2023) war ein deutscher Politiker (NPD).
Richter besuchte die Volks- und die Hauptschule, machte die Lehre zum Maschinenschlosser und übte diesen Beruf für einige Monate in einer Turbinenfabrik aus. Sein Studium an der Ingenieurschule in Chemnitz beendete er mit dem Abschlusszeugnis, worauf er 1958 bei einer Nürnberger Großfirma als Ingenieur im Bereich Dampfturbinenregelung angestellt wurde. Von 1966 bis 1970 saß er für die NPD im Bayerischen Landtag und war deren stellvertretender Fraktionsvorsitzender.